# Ixora aegialodes
Ixora aegialodes är en måreväxtart som beskrevs av Cornelis Eliza Bertus Bremekamp. Ixora aegialodes ingår i släktet Ixora och familjen måreväxter. Inga underarter finns listade i Catalogue of Life.